# Пирцхалава, Гурам Николаевич
Гурам Николаевич Пирцхалава (18 февраля 1940, Поти — 5 ноября 2014, Тбилиси) — советский и грузинский актёр театра и кино. Заслуженный артист Грузинской ССР (1979).

## Биография
Родился 18 февраля 1940 года в Поти. Учился в Тбилисском театральном институте им. Ш. Руставели, который окончил в 1966 году.
Играл в Горийском драматическом театре им. Г. Эристави и Тбилисском академическом театре им. К. Марджанишвили. С 1972 года снимался на киностудии «Грузия-фильм». Народный артист Грузинской ССР (1979). За всю кинокарьеру Пирцхалава снялся в 71 фильме.
В 2008 году поддержал кандидатуру Левана Гачечиладзе на президентских выборах. 
Был дважды женат, первый брак с киноактрисой Лейлой Абашидзе закончился разводом. Второй женой Пирцхалавы была Тангули Сихарулидзе, вместе с которой актер прожил 34 года.
В последние годы жизни актер боролся с онкологическим заболеванием. Скончался на 75-м году жизни 5 ноября 2014 года. 

## Фильмография
- 1967 — Мольба — Ведреба
- 1968 — Далеко на западе — техник-строитель Абесадзе
- 1969 — Распятый остров — Гуджа[2]
- 1970 — Море в огне — лейтенант Пирцхалава
- 1970 — Ожидание — Нугзар[2]
- 1972 — Перед рассветом — Парнаваз Морчадзе[2]
- 1974 — Сибирский дед — Михаил Павлович Асатиани[2]
- 1975 — Колхидская баллада — Джото Алания[2]
- 1975 — Первая ласточка — Орде, вратарь
- 1975 — Птичье молоко — Волшебник
- 1976 — Дело передается в суд — Арчил Саванели
- 1976 — Настоящий тбилисец и другие — автолюбитель
- 1977 — Берега — разбойник Ражи Сарчимелия
- 1977 — Ожившие легенды — Гванджи
- 1977 — Приди в долину винограда — Бочо[2]
- 1977 — Синема — Яша Костава
- 1978 — Вся жизнь — Тамшут
- 1978 — Федя
- 1980 — Цель — Ута
- 1981 — Мельница на окраине города — Шиликашвили
- 1981 — Пловец — Одиссей Месхи[2]
- 1981 — Путь домой — Шио
- 1982 — Для любителей решать кроссворды — Заза
- 1983 — Жёлтая птица — Сандро Бурджишвили
- 1984 — День длиннее ночи — Спиридон
- 1984 — Рассказ бывалого пилота — штурман самолёта
- 1985 — В одном маленьком городе — Виктор Авалишвили
- 1985 — Великий поход за невестой — Гоги
- 1985 — Господа авантюристы — Амбросий
- 1985 — Контрудар — Константин Николаевич Леселидзе
- 1986 — Круговорот — Андро Чикванари
- 1986 — Наш черёд, ребята! — Вахтанг
- 1986 — Таинственный узник — Гарибальди
- 1987 — Время нашего детства — военрук
- 1987 — Робинзонада, или Мой английский дедушка — Нестор Ниорадзе
- 1988 — Последняя молитва Назарэ — Ираклий
- 1988 — Фонарь на ветру — Вахтанг Карселадзе
- 1989 — Осада
- 1990 — Я тот, кто есть…
- 1990 — Спираль — Роман Гугава
- 1991 — Штемп — криминальный авторитет «Садовник»
- 1992 — Вальс на Печоре
- 1993 — Леонардо
- 1995 — Грибоедовский вальс — экзарх
- 1995 — Тени прошлого
- 1996 — Тысяча и один рецепт влюблённого кулинара — Платон, хозяин ресторана
- 1998 — Здесь рассвет
- 1998 — Мой дорогой, любимый дедушка — Бесо, работник в колонии
- 2002 — Дронго — Самсон Заридзе
- 2005 — И шёл поезд — генерал
- 2010 — Давай насос — Гурам

## Награды
- Орден Чести (2000)[3].
- Заслуженный артист Грузинской ССР  (1979).